# Алагон
Алагон (на испански: Alagón) е река в Западна Испания (автономни области Кастилия и Леон и Естремадура), десен приток на Тахо, с дължина 205 km.

## Географска характеристика
Река Алагон води началото си на 1083 m н.в. от южното подножие на планината Сиера де ла Пеня де Франсиа (част от Централната Кордилиера), на 4 km западно от градчето Лас Весиляс, в южната част част на провинция Саламанка. По цялото си протежение тече предимно в югозападна посока и е типична планинска река с тясна (на места каньоновидна) и дълбока долина. Проломява западната част на Централната Испанска Кордилиера. Преди изграждането на големия язовир „Алкантара“ на река Тахо се е вливала отдясно в нея, на 202 m н.в., срещу град Алкантара в провинция Касерас. Сега над 40 km (почти до град Кория) от най-долното течение на Алагон е „удавено“ от водите на язовира и реката се влива в Алагонския залив на „Алкантара“.
На запад и югоизток водосборният басейн на Алагон граничи с водосборните басейни на реките Риу Торту и Тиетар (десни притоци на Тахо), а на северозапад, север и североизток – с водосборния басейн на река Дуеро (от басейна на Атлантическия океан).
Основени притоци:
- леви – Капаро, Херте (70 km);
- десни – Анхелес, Араго.

Река Алагон има предимно дъждовно подхранване с ясно изразено зимно пълноводие и лятно маловодие.

## Стопанско значение, селища
Река Алатон има важно хидроенергийно значение. В средното ѝ течение са изградени два язовира (по-големият от които е „Габриел и Галан“) с ВЕЦ-ове в основата на преградните им стени, а самата река се влива в големия язовир „Алкантара“ на 1 km преди преградната му стена и водите ѝ са включени в мощната ВЕЦ под стената му.
Долината на Алагон е слабо заселена, като преобладават предимно малки селища, като най-голямо от тях е град Кория в провинция Касерас.